# Hypocrisy
Hypocrisy é uma banda de death metal/death metal melódico, de Ludvika, Suécia.
A banda foi criada em 1990 como um projeto solo do compositor, multi-instrumentista, vocalista e produtor, Peter Tägtgren. O nome da banda ainda era Seditious. Na época, Tägtgren tocava apenas guitarra, enquanto Magnus Broberg (atual vocalista do Dark Funeral) cantava. Seria apenas a partir do terceiro álbum que Tägtgren se tornaria o vocalista. A atual gravadora da banda é a Nuclear Blast.
Em 2021, a música deles "Chemical Whore" foi eleita pela Loudwire como a 32ª melhor música de metal de 2021.

## Integrantes

### Formação Atual
- Peter Tägtgren – vocal, guitarra (1990–presente)
- Mikael Hedlund – baixo (1992–presente)
- Reidar "Horgh" Horghagen – bateria (2004–presente)

### Membros Antigos
- Lars Szöke – bateria (1990–2004)
- Magnus "Masse" Broberg – vocal (1992–1993)
- Jonas Österberg – guitarra (1992–1995)
- Andreas Holma – guitarra (2000–2006)

### Músicos de turnês
- Mathias Kamijo – guitarra (1995–2000)
- Klas Ideberg – guitarra (2006)
- Tomas Elofsson – guitarra (2010–presente)

## Discografia

### Álbuns
- Penetralia (1992)
- Osculum Obscenum (1993)
- The Fourth Dimension (1994)
- Abducted (1996)
- The Final Chapter (1997)
- Hypocrisy (1999)
- Into the Abyss (2000)
- Catch 22 (2002)
- The Arrival (2004)
- Virus (2005)
- A Taste of Extreme Divinity (2009)
- End of Disclosure (2013)
- Worship (2021)[4]

### EPs
- Pleasure of Molestation (1993)
- Inferior Devoties (1994)
- Maximum Abduction (1996)
- Virus Radio (2005)
- Too Drunk To Fuck (2013)

### Compilações
- 10 Years of Chaos and Confusion (2001)
- Beast of Hypocrisy (2012)

### Álbuns ao vivo
- Hypocrisy Destroys Wacken (1999, CD)
- Hell Over Sofia - 20 Years of Chaos and Confusion (2011, DVD)

### Singles
- "Carved Up" (1996)
- "Don't Judge Me" (2008)
- "Eraser (Live)" (2011)
- "End of Disclosure" (2013)